# Малый Чернятин
Малый Чернятин (укр. Малий Чернятин) — село в Староконстантиновском районе Хмельницкой области Украины.
Население по переписи 2001 года составляло 690 человек. Почтовый индекс — 31123. Телефонный код — 3854. Занимает площадь 1,97 км². Код КОАТУУ — 6824281302.

## Местный совет
31122, Хмельницкая обл., Староконстантиновский р-н, с. Великий Чернятин